# Loewia tanaensis
Loewia tanaensis är en passionsblomsväxtart som beskrevs av Ignatz Urban. Loewia tanaensis ingår i släktet Loewia och familjen passionsblomsväxter. Inga underarter finns listade i Catalogue of Life.